# 4g37
A  4g37 a Mitsubishi Motors Corporation 1988 és 1991 közt gyártott motorblokkja.
Rezonancia csökkentés céljából kiegyensúlyozó tengellyel szerelt motorblokk, melynek üzemanyagellátását két módon valósították meg: létezett az "alap" karburátoros verzió, valamint az elterjedtebb ECI-MULTI (Electronic Carburetor Injection - multiport) befecskendezős típus. Az ECI-MULTI verziót már a hasonló korú japán típusok nagy százalékával megegyezően ECU - azaz motorvezérlő-elektronika (Engine Control Unit) kontrollálta. Előnyei a karburátoros verzióval szemben a nagyobb hatásfok, valamint könnyebb hidegintítási tulajdonságok voltak. A mitsubishi ezen blokkal szerelt típusait - az automata kivételével - minden esetben bowdenes váltóval szerelte. 
A 4g37-es blokk későbbi GTI verziói már 16 szelepes hengerfejjel, 116 lóerős változatban is készültek.

## Műszaki adatok
1755 köbcentiméter lökettérfogatú, soros 4 hengeres, 8 szelepes SOHC (felül szelepelt, egy vezérmű-tengelyes) vezérlésű blokk.
- Furat x löket: 80.6mm x 86.0mm
- Kompresszió arány: 9.5:1
- Teljesítmény: 86LE @5500rpm (CARB) 92LE @5200rpm (ECI-MULTI)
- Forgatónyomaték: 138Nm @3500rpm (CARB) 142Nm @3500 (ECI-MULTI)
- Üzemanyag: 95-ös oktánszámú ólmozatlan benzin

## Mitsubishi típusok, melyekben használták
- Mitsubishi Chariot/Space Wagon (1983-91)
- Mitsubishi Cordia
- Mitsubishi Galant
- Mitsubishi Eclipse (1990-1994)
- Mitsubishi Lancer/Lancer Fiore/Mirage - csak összkerekes verzióban

## Más márkák típusai, melyekben használták
- Eagle Talon DL (1993-1994)
- Plymouth Laser (1990-1994)